# La Fille mal gardée
La Fille mal gardée é um balé cómico em três atos e três quadros, tendo sido representado pela primeira vez em Bordéus em 1789. Foi produzido e coreografado por Jean Dauberval. Sobre a Musica , originalmente , vários Compositores ; 1828 , Ferdinand Hérold .

## Enredo
A Filha Mal Educada é um balé de múltiplas versões. Inclusive, o próprio autor Jean Bercher, vulgo Dauberval, criou várias versões para melhor ter proveito financeiro desse balé. Se trata da vida decadente de uma viúva rica idosa, fazendeira, que não tinha mais lucidez para administrar a sua propriedade rural. Seus empregados não trabalhavam, saqueavam a fazenda e viviam mais para a dança. Por isso apresentavam ostentação de riqueza, fora dos seus padrões salariais. Ela tinha uma filha única, Lise, muito mal criada, que amava aprontar, ela idealizava muito as coisas. Por tanto, não tinha também condições para administrar a fazenda. Seus empregados a viviam assediando para dar o golpe econômico nesse patrimônio fundiário abandonado. 
Um ceifador, de nome Colas, conseguiu as graças dessa menina, que vivia isolada em sua fazenda no interior. Assim, o conquistador Colas a fez tornar-se uma verdadeira “romântica irremediável”, que idealizava seu amor ate o extremo. Foi trazido um jovem, doente mental, conhecido por Alan, para casar com Lise. Mas, ela e os ceifadores da sua fazenda, sem a devida formação educacional, o agrediram e ridicularizaram dele. Simone, sabedora da deficiência escolar da filha, preferia que Lise casasse com Alan, que mesmo sendo inválido mental, tinha escolaridade. Pois, era filho de um rico fazendeiro, para que assim fosse garantido o seu futuro e o da sua propriedade. Então, ela tranca a bobinha Lise em seu quarto, na esperança de que ela não visse mais o seu amado, e assim o tirasse da cabeça para casar-se com Alan, mas lá estava escondido o sedutor Colas. Assim, tiveram “relações conjugais”, impossibilitando o casamento com o doente mental. Tendo como resultado o casamento de Lise com Colas. E eles prometem a Simone que iriam resgatar a propriedade falida.  Eles se casam e vivem juntos para sempre.
1. ↑  Ju, Tutu da (15 de julho de 2021). «Tutu da Ju | Conheça tudo do Ballet La Fille Mal Gardée». Tutu da Ju. Consultado em 15 de março de 2025